# Hot Jumpin’ 6
Hot Jumpin’ 6 ist eine deutsche siebenköpfige Rock-’n’-Roll-Band aus Berlin.

## Geschichte
Die Band wurde im Mai 2009 in Berlin gegründet. Nach einer zweimonatigen Findungsphase stand die Besetzung aus Gesang, Gitarre, Piano, Kontrabass, Schlagzeug, Tenorsaxophon und Baritonsaxophon fest.
Im Dezember 2009 fand der erste öffentliche Auftritt statt. Nach etwa drei Jahren verließ der damalige Sänger Oliver Langner die Band. Mit dem neuen Sänger Joey JB Carter startete Hot Jumpin’ 6 kurze Zeit später erneut.
In den nächsten zwei Jahren gab es weitere Umbesetzungen, insbesondere bei den Bläsern.
Im Jahr 2014 entschied sich die Band dazu, Gesang und Gitarre zu trennen, welches bisher beides von Joey JB Carter gespielt wurde. Aus diesem Grund kam der Gitarrist Spike Arrow zur Band.  Als 2019 JB Carter in seine Heimatstadt Leipzig zurückging, übernahm Spike Arrow auch den Gesangspart, sodass es zu keiner Zwangspause kam.
Der ursprünglich aus England stammende Spike Arrow wanderte im Januar 2022 in die USA aus. Der damals 18-jährige Sänger und Gitarrist Jason Starday übernahm den Gesangspart.
Im März 2015 brachte Hot Jumpin’ 6 ihr Debüt-Album That's Us...! auf dem Label Part Records heraus.
Hot Jumpin’ 6 hat zahlreiche Auftritte in ganz Europa absolviert, unter anderem in der Schweiz, Deutschland, Italien, Österreich, Niederlande, Ungarn und Frankreich. Im November 2021 wurde das zweite Album Swagger im Lightning Recorders Studio aufgenommen, es erschien im März 2023.

## Stil
Beeinflusst vom Rock ’n’ Roll der 1940er und 1950er Jahre lässt sich der musikalische Stil von Hot Jumpin’ 6 als bläserlastigen Jump Blues, Rhythm ’n’ Blues und Early Rock ’n’ Roll beschreiben, aber auch Rockabilly und 60's-Soul finden Einfluss in ihre Musik.
Das musikalische Repertoire von Hot Jumpin’ 6 besteht aus Eigenkompositionen, welche zunächst von Joey JB Carter und Sascha „Real Gone“ Körner geschrieben wurden, und ausgewählten Coverversionen.

## Diskografie
- 2015: That's Us...! (Album, Part Records)
- 2023: Swagger (Album, Part Records)